# A Couple of Cuckoos
A Couple of Cuckoos (カッコウの許嫁?, Kakkō no iinazuke, lett. "La fidanzata del cuculo") è un manga scritto e disegnato da Miki Yoshikawa e serializzato da Kōdansha sulla rivista Weekly Shōnen Magazine dal 29 gennaio 2020. Un adattamento televisivo anime, prodotto da Shin-Ei Animation e da SynergySP, è stato trasmesso dal 24 aprile fino al 2 ottobre 2022. Una seconda stagione viene trasmessa dall'8 luglio 2025.

## Trama
Nagi Umino, uno studente di 16 anni, scopre di essere stato cresciuto in un'altra famiglia per un errore alla nascita e ora frequenta un prestigioso liceo privato. Un giorno, mentre si dirige a incontrare per la prima volta la sua famiglia biologica, incontra per caso Erika Amano, una liceale dell'alta società che afferma di essere in viaggio per incontrare il suo fidanzato in quello che è un matrimonio combinato. Erika quindi costringe Nagi a fingersi suo fidanzato. In seguito i due scoprono che Erika era la ragazza con cui Nagi era stato scambiato alla nascita e il fidanzato che la ragazza deve incontrare è proprio Nagi. Per favorire il matrimonio i due vengono mandati ad abitare insieme in una casa dei genitori di Erika.

## Personaggi
Nagi Umino (海野 凪?, Umino Nagi)
Doppiato da: Yuma Uchida (video promozionale), Kaito Ishikawa (anime)
È il figlio biologico di un magnate dell'hotel, ma a causa di un errore dopo la sua nascita viene cresciuto da un'altra famiglia. Inoltre, è uno studente che frequenta il secondo anno della Megurogawa Academy, che è al secondo posto nella sua classe. Nagi è ossessionato dallo studio a tal punto che pensa solo che studiare gli porterà grandi voti. È abbastanza intelligente in tutto, quando si tratta per lo più di lavori domestici o scolastici. È una persona volitiva e determinata con un atteggiamento ostinato a non mollare mai. È anche ingenuo quando si tratta delle ragazze che lo circondano. Inoltre Nagi ha una cotta per la sua compagna di classe Hiro Segawa e mira a confessare una volta che la batterà nelle classifiche della scuola.
Erika Amano (天野 エリカ?, Amano Erika)
Doppiata da: Maaya Uchida (video promozionale), Akari Kitō (anime)
È una persona molto famosa sui social ed è la figlia biologica della famiglia che ha cresciuto Nagi. Lo incontra per la prima volta mentre gira dei video in un parco e gli fa fingere di essere il suo ragazzo per scappare da un matrimonio combinato. I suoi genitori fanno in modo che si impegni con Nagi e che vivano insieme in una casa unica. Dopo che la sua scuola scopre le foto che ha scattato con lui, è costretta a trasferirsi nella scuola di Nagi.
Sachi Umino (海野 幸?, Umino Sachi)
Doppiata da: Konomi Kohara
È la sorella minore adottiva di Nagi e la sorella minore biologica di Erika. Nagi le vuole molto bene e la tratta come una normale sorella. Dopo che Nagi se ne va e rimane con Erika, Sachi aveva paura che lui se ne andasse e decide di trasferirsi con Nagi ed Erika.
Hiro Segawa (瀬川 ひろ?, Segawa Hiro)
Doppiata da: Nao Tōyama
È la compagna di classe di Nagi ed è classificata prima nella sua classe. È anche una persona molto competitiva.
Namie Umino (海野奈美恵?, Umino Namie)
Doppiato da: Yōko Hikasa
È la madre adottiva di Nagi e la madre biologica di Erika e Sachi. Insieme al marito Yohei gestisce un ristorante che si trova al piano terra della loro casa.
Ritsuko Amano (天野 律子?, Amano Ritsuko)
Doppiata da: Yukiko Aruga
È la madre adottiva di Erika e la madre biologica di Nagi. È la produttrice di una stazione televisiva nazionale.
Souichirou Amano (天野 宗一郎?, Amano Sōichirō)
Doppiato da: Toshiyuki Morikawa
È il padre adottivo di Erika Amano e il padre biologico di Nagi Umino. È un magnate dell'hotel.
Youhei Umino (海野陽平?, Umino Youhei)
Doppiato da: Ryohei Kimura
È il padre adottivo di Nagi e il padre biologico di Erika e Sachi. Insieme alla moglie gestisce un ristorante che si trova al piano terra della loro casa.

## Media

### Manga
Il manga, scritto e disegnato da Miki Yoshikawa, è stato serializzato sulla rivista Weekly Shōnen Magazine di Kōdansha a partire dal 29 gennaio 2020. Il primo volume tankōbon è stato pubblicato il 15 maggio 2020 e al 12 agosto 2025 ne sono stati pubblicati in tutto ventinove.
In Italia la serie è stata annunciata durante il Lucca Comics & Games 2022 da Star Comics e viene pubblicata dal 15 febbraio 2023. La traduzione dei testi è curata da Marco Franca, mentre il lettering è realizzato da Andrea Piras. 

#### Volumi
| 1  | 15 maggio 2020 | ISBN 978-4-06-519380-8                                                      | 15 febbraio 2023  | ISBN 978-88-226-3859-5 (ed. regolare) ISBN 978-88-226-4200-4 (ed. variant) |
| 1  | Capitoli - 1. Diventa il mio ragazzo! (私の彼氏になりなさいよ！?, Watashi no kareshi ni narinasai yo!) - 2. Non ho nessuna intenzione di sposarmi, chiaro? (結婚ならしないわよ?, Kekkon nara shinai wa yo) - 3. Non dovremo mai interagire tra di noi (お互い一切関与しないこと?, Otagai issai kan'yo shinai koto) - 4. Non riuscirai mai a battermi! (絶対に負けないから!!!?, Zettai ni makenai kara!!!) - 5. Ma sei stupido?! (バカなんじゃないの!??, Baka nanjanai no!?) - 6. Ti vuoi mettere con me? (俺と付き合ってくれますか…??, Ore to tsukiatte kuremasu ka…?) |                                                                             |                   |                                                                            |
| 2  | 17 luglio 2020 | ISBN 978-4-06-520108-4                                                      | 15 febbraio 2023  | ISBN 978-88-226-3861-8                                                     |
| 2  | Capitoli - 7. Grazie di tutto! (どうもお世話になりました！?, Dōmo osewa ni narimashita!) - 8. Siete proprio identiche! (お前らホントそっくりだよな?, Omaera honto sokkurida yo na) - 9. Ti va di studiare insieme la mattina? (一緒に朝活できるかな‥？?, Issho ni asa katsu dekiru ka na‥?) - 10. Neanche tu sei così male! (ちょっとはいい所あるじゃん?, Chotto wa ii tokoro arujan) - 11. Sapete che voi due siete proprio una bella coppia? (2人ってお似合いじゃない…？?, Futari tte oniai janai…?) - 12. Vivi davvero da sola? (ひとりで住んでるんだよね？?, Hitori de sunderu nda yo ne?) - 13. Penso che tu possa sostenerlo, Umino (海野君なら背負ってくれそう?, Umino-kun nara seotte kure sō) - 14. Allora forse anche il mio destino potrebbe cambiare (私の運命変わっちゃうのかな?, Watashi no unmei kawatchau no ka na) - 15. Quei due ti interessano così tanto? (あの2人が気になる？?, Ano 2 nin ga ki ni naru?) |                                                                             |                   |                                                                            |
| 3  | 17 settembre 2020 | ISBN 978-4-06-520597-6                                                      | 26 aprile 2023    | ISBN 978-88-226-4050-5 (ed. regolare) ISBN 978-88-226-4208-0 (ed. variant) |
| 3  | Capitoli - 16. Fatti coraggio e affronta sempre gli altri! (腹を据えて人と向き合うべし！！?, Hara o suete hito to mukiaubeshi!!) - 17. E ora all'improvviso ha intenzione di sposarsi? (このまま結婚しちゃうの？?, Kono mama kekkon shichauno) - 18. In quanti si sono dichiarati finora?! (今まで何人に告白された！？?, Ima made nan nin ni kokuhaku sareta!?) - 19. La Kuroshio mi sta chiamando! (黒潮が俺を呼んでるぜ…！！?, Kuroshio ga ore o yonderuze…!!) - 20. Perché sapevo che mi avresti seguito, Umino (海野君は私について来れそうだから?, Umino-kun wa watashi nitsuite kore sōdakara) - 21. È immorale, ha già una fidanzata! (許嫁がいるのにハレンチだよ！?, Īnazuke ga irunoni dayo!) - 22. Se te ne vai di casa, allora fallo per bene (やるやらとことん"家出"しようぜ?, Yaruyara tokoton "iede" shiyōze) - 23. Smettila di trattarmi come la tua sorellina (妹扱いしないでよ?, Imōto atsukai shinaideyo) - 24. Fa' finta che non sia successo niente! (さっきのは無かったことでよろしくくな！?, Sakki no wa nakatta koto de yoroshiku kuna!) |                                                                             |                   |                                                                            |
| 4  | 17 novembre 2020 | ISBN 978-4-06-521254-7                                                      | 5 luglio 2023     | ISBN 978-88-226-4150-2                                                     |
| 4  | Capitoli - 25. Resterai sempre la mia sorellina, ma... (妹なのは変わらないけど?, Imōtona no wa kawaranaikedo) - 26. Non possiamo salutarci così! (このまま解散するわけにはいかない！！?, Kono mama kaisan suru wake ni wa ikanai!!) - 27. Con me non sorridi mai (私には笑顔見せないんだ？?, Watashi ni wa egao misenai nda？) - 28. Cosa significa "piacere"? (そもそも好きって何だ?, somosomo suki'tte nanda) - 29. Il tuo valore come persona non cambia, Nagi! (凪くんの価値なんて変わらないよ！！！?, Nagi-kun no kachi nante kawaranaiyo!!!) - 30. Sei un po' fuori fase, eh? (なかなかうまくいかないねぇ?, Nakanaka umaku ikanainē) - 31. Il mio destino è sempre stato quello di assecondarli... (言いなりになる運命なのよ・・・！！?, Īnari ni naru unmeinanoyo!!) - 32. Le montagne sono fatte per essere scalate! (壁は越えるためにある！！?, Kabe wa koeru tame ni aru!!) - 33. Non dimenticherò mai quest'estate! (この夏は一生忘れない！！?, Kono natsu wa isshō wasurenai!!) |                                                                             |                   |                                                                            |
| 5  | 15 gennaio 2021 | ISBN 978-4-06-521642-2                                                      | 13 settembre 2023 | ISBN 978-88-226-4254-7                                                     |
| 5  | Capitoli - 34. Dobbiamo rivelarle il nostro segreto! (言うしかない俺達の秘密・・・！?, Iu shika nai oretachi no himitsu・・・！) - 35. Lo sapevo che aveva un lato oscuro! (やっぱり”裏”があるんだ！！?, Yappari ” ura ” ga aru nda!!) - 36. C'è tutta la famiglia riunita! (家族全員集まってるんですから?, Kazoku zen'in atsumatteru n desu kara) - 37. Non so se la cosa mi va tanto a genio (そういうのどうかと思います?, Sōiu no dō ka to omoimasu) - 38. Allora dobbiamo collaborare! (ここは協力し合おう！！！?, Koko wa kyōryoku shiaō!!!) - 39. Potrebbe davvero succedere di tutto, no?! (なにが起きてもおかしくはないのでは！！？?, Nani ga okite mo okashiku wa nai node wa！！？) - 40. Sono proprio felice di averti incontrato (出会えてよかったな?, Deaete yokatta na) - 41. Eri finalmente partito per il campo studi... (せっかくの合宿なのに?, Sekkaku no gasshuku na noni) - 42. Chi è questa persona? (その人は誰・・・？?, Sono hito wa dare・・・?) |                                                                             |                   |                                                                            |
| 6  | 16 aprile 2021 | ISBN 978-4-06-522522-6                                                      | 8 novembre 2023   | ISBN 978-88-226-4318-6                                                     |
| 6  | Capitoli - 43. Ecco perché, quel giorno... (だからね あの日…?, Dakara ne ano hi) - 44. Te ne sei già reso conto, vero? (もう気付いているんだよね？?, Mō kizuiteiru n da yo ne?) - 45. Voglio crescere in fretta! (早く大人になりたーい!!!!?, Hayaku otona ni narita i!!!!) - 46. Se ti chiedessi di sposarmi... (アタシが結婚してって言ったら?, Atashi ga kekkonshitette ittara) - 47. Ho come l'impressione che il destino stia cambiando ("運命変わってる" 気がしちゃったよ?, "Unmei kawatteru" ki ga shichatta yo) - 48. Sarà il nostro piccolo segreto, Nagi (私と凪くんだけの秘密じゃん?, Watashi to Nagi-kun dake no himitsu jan) - 49. Fallo un'altra volta e ti lancerò una maledizione, intesi? (今度やったら呪うからね…？?, Kondo yattara norō kara ne?) - 50. Non esistono rapporti che restano sempre invariati (変わらない関係なんてないんだよ?, Kawaranai kankei nante nai n da yo) - 51. Ti dispiace se me lo prendo io? (私がもらってもいいかな…？?, Watashi ga moratte mo ii ka na?) |                                                                             |                   |                                                                            |
| 7  | 16 luglio 2021 | ISBN 978-4-06-523580-5                                                      | 16 gennaio 2024   | ISBN 978-88-226-4459-6                                                     |
| 7  | Capitoli - 52. Quando lo incontrerai, io sarò lì con te (会う時は俺も一緒だ?, Au toki wa ore mo issho da) - 53. E ora che si fa? (これからどうしよっか?, Korekara-dōshi yokka) - 54. Anche tu sei mio complice, Umino (海野君も“共犯”だね?, Umino-kun mo "kyōhan" dane) - 55. Sono una ragazza troppo cattiva per te? (こんな悪い私ダメかな…？?, Konna warui watashi dame kana...?) - 56. La vostra felicità è la cosa più importante (2人が幸せならそれが一番じゃん?, 2-nin ga shiawase nara sore ga ichiban jan) - 57. Quindi vivremo insieme, Hiro?! (ひろちゃんと一緒に住めるんだね?, Hiro chan to issho ni sumeru n dane) - 58. Chi è stata la prima cotta di Umino? (海野君の初恋の相手は誰ですか？?, Umino-kun no hatsukoi no aite wa dare desu ka?) - 59. Perché viviamo insieme?! (どうして一緒に暮らしているんだ…!!?, Dōshite issho ni kurashiteiru n da...!!) - 60. Diamo il via all'operazione "curiamo Erika"! (エリカちゃん看病大作戦遂行します!!?, Erika-chan kanbyō dai sakusen suikō shimasu!!) |                                                                             |                   |                                                                            |
| 8  | 17 settembre 2021 | ISBN 978-4-06-524837-9                                                      | 12 marzo 2024     | ISBN 978-88-226-4551-7                                                     |
| 8  | Capitoli - 61. Io non mi sposerò mai! (アタシは結婚しないもん!!?, Atashi wa kekkonshinai mon!!) - 62. Siamo noi gli artefici del nostro destino! (運命とは自ら切り開くものだ!!!!?, Unmei to wa mizukara kirihiraku mono da!!!!) - 63. Non rivolgermi mai più la parola! (二度と話しかけないで…!!?, Nidoto hanashikakenaide...!!) - 64. Ti ricordi quel giorno? (“あの時”のこと覚えてる??, "Ano toki" no koto oboeteru?) - 65. Senza di me, non sai fare nulla! (私がいないと全然ダメね!?, Watashi ga inai to zenzen dame ne!) - 66. Ti avevo confessato i suoi sentimenti... (お兄に告白されてたよね…？?, O ani ni kokuhakusareteta yo ne...?) - 67. Ti andrebbe di accompagnarmi? (送り届けてくれますか？?, Okuritodokete kuremasu ka?) - 68. Chissà da chi avrà preso... (誰に似たのかしら!??, Dare ni nita no kashira!?) - 69. Moltiplica tutto questo per cento (それを100倍にした感じかな?, Sore o 100 bai ni shita kanji ka na) |                                                                             |                   |                                                                            |
| 9  | 17 novembre 2021 | ISBN 978-4-06-526000-5                                                      | 9 aprile 2024     | ISBN 978-88-226-4664-4                                                     |
| 9  | Capitoli - 70. L'atmosfera si è fatta interessante.... (いつの間にかいい雰囲気に……?, Itsunomanika ii fun'iki ni...) - 71. Qual è la tua risposta definitiva?! (だとしたら結論は!!??, Da to shitara ketsuron wa!!?) - 72. Che lavoro fai, Ai? (あいちゃんの仕事って何？?, Ai-chan no shigoto tte nani?) - 73. Passiamo alla fase successiva! (次のステージに行きませんか？?, Tsugi no sute-ji ni ikimasen ka?) - 74. Sono al settimo cielo (俺も舞い上がってしまいまして?, Ore mo maiagatte shimaimashite) - 75. Vedo che ci siamo proprio tutti (みなさんおそろいで?, Mina-san osoroite) - 76. Chissà che cosplay farà... (一体どんなコスプレを…？?, Ittai donna kosupure o...?) - 77. Ovviamente è stata la mia prima volta! (はじめてに決まってるだろ…！?, Hajimete ni kimatteru daro...!) - 78. Com'è potuto succedere? (一体ナゼこんなことに…？?, Ittai naze konna koto ni?) |                                                                             |                   |                                                                            |
| 10 | 17 gennaio 2022 | ISBN 978-4-06-526602-1                                                      | 4 giugno 2024     | ISBN 978-88-226-4828-0                                                     |
| 10 | Capitoli - 79. Come sono andate le vacanze estive? (この夏休みどうだった？?, Kono natsuyasumi dō datta?) - 80. Si tratta anche della mia vita! (私の人生でもあるんだからね！?, Watashi no jinsei de mo aru n da kara ne!) - 81. Non posso perdonare il responsabile! (犯人を許さないからな‼?, Hannin o yurusanai kara na!!) - 82. Tale madre, tale figlia! ("この母にこの娘あり"じゃん…‼?, "Kono haha ni kono musume ari" jan...!!) - 83. Come posso comportarmi normalmente? (普通でいられるわけないでしょ…‼?, Futsū de irareru wakenai desho...!!) - 84. Altrimenti ti noto e mi agito! (動くと気になって見ちゃうから‼?, Ugoku to ki ni natte michau kara!!) - 85. Da quando ha conosciuto Nagi, Erika è cambiata (凪くんと出会ってエリカは変わったのね?, Nagi kun to deatte Erika wa kawatta no ne) - 86. Vuole capire se sono adatto, vero? (相手にふさわしいか試してるんですよね？?, Aite ni fusawashii ka tameshiteru n desu yo ne?) - 87. Non hai mai baciato nessuno, Amano? (天野さんてキスしたことないんだぁ？?, Amano san te kisushita koto nai n da Xa?) |                                                                             |                   |                                                                            |
| 11 | 17 marzo 2022 | ISBN 978-4-06-527283-1                                                      | 27 agosto 2024    | ISBN 978-88-226-5007-8                                                     |
| 11 | Capitoli - 88. È più una famiglia che una relazione amorosa! (それは“家族”であり“恋愛”ではありません‼?, Sore wa kazoku de ari ren'ai de wa arimasen) - 89. Dopotutto, sta a noi crescerne uno! (だって俺たちが切り拓くんだから…?, Datte oretachi ga kiri hiraku n da kara...) - 90. La prossima settimana ci rivedremo, vero?! (1週間たったら…また会えるよね‼??, 1 shūkan tattara mata aeru yo ne?) - 91. Sei proprio carino, Umino! (やっぱり海野君はかわいいね…！?, Yappari Umino kun wa kawaii ne!) - 92. Voglio che Segawa sia la protagonista! (瀬川さんに主役になってもらいたい…‼?, Segawa san ni shuyaku ni natte moraitai…!!) - 93. Non lo farebbe, se lo disprezzasse... (嫌いだったらそんなことしてないですよ…?, Kirai dattara sonna koto shitenai desu yo...) - 94. Tu ami davvero questo santuario, Segawa (瀬川さんはこの神社が大好きなんですね?, Segawa san wa kono jinja ga daisukina n desu ne) - 95. Oggi Segawa è indubbiamente la protagonista (今日の瀬川さんはまぎれもない“主役”だ?, Kyō no Segawa san wa magire mo nai shuyaku da) - 96. Prima o poi anch'io diventerà un adulto (いつか大人になる日が来るんだって?, Itsuka otona ni naru hi ga kuru n datte) |                                                                             |                   |                                                                            |
| 12 | 17 maggio 2022 | ISBN 978-4-06-527918-2                                                      | 15 ottobre 2024   | ISBN 978-88-226-5117-4                                                     |
| 12 | Capitoli - 97. Il vero nemico è Sachi! (本当の敵は幸ちゃんなのです…！！?, Hontō no teki wa Sachi-chan na no desu…!!) - 98. La mia sola e unica sorellina! (大切なたったひとりの妹だろ…！！?, Taisetsuna tatta hitori no imōtodaro…!!) - 99. Era impossibile che tu fossi mio fratello (お兄はきっとお兄じゃない?, O ani wa kitto o ani janai) - 100. Avrei voluto fare coppia con te, Nagi (凪くんと組みたかったな?, Nagi-kun to kumitakatta na) - 101. Forse mi batteva un po' troppo forte il cuore (ちょっとドキドキしすぎちゃって?, Chotto dokidoki shi sugi chatte) - 102. Quella non ero io (あれは私じゃないわよ？?, Are wa watashi janai wa yo?) - 103. È divertente avere quattro genitori, no? (親が4人いるとかおもしろいよね…!!?, Oya ga 4-ri iru toka omoshiroi yo ne…!!) - 104. Tu vuoi sposarti con me, vero? (私と結婚したいんだよね？?, Watashi to kekkon shitai nda yo ne?) - 105. Ci sono, Nagi! Facciamo una foto ricordo (そうだ凪くん! 記念写真撮ろうよ?, Sōda Nagi-kun! Kinen shashin torō yo) |                                                                             |                   |                                                                            |
| 13 | 15 luglio 2022 | ISBN 978-4-06-528431-5                                                      | 10 dicembre 2024  | ISBN 978-88-226-5292-8                                                     |
| 13 | Capitoli - 106. Sono felice di aver passato la giornata con te, Nagi! (この学校で凪くんと過ごせてよかったよ…！?, Kono gakkō de nagi-kun to sugosete yokatta yo...!) - 107. Gli "Ama-Umi House" (コンビ名 ❝天海ハウス❞?, Konbi-mei "Amami hausu") - 108. Scusa se non abbiamo vinto (勝てなくてごめん?, Katenakute gomen) - 109. Sei tutto rosso in viso, Nagi... (お兄 顔がまっ赤だけど…?, O anigao ga māakadakedo...) - 110. Vorrei dimenticassi ciò che ho detto (あの話… 無かったことにしてほしい?, Ano hanashi... nakatta koto ni shite hoshī) - 111. Grazie per i tuoi sentimenti (俺のこと好きになってくれてありがとう?, Ore no koto suki ni natte kurete arigatō) - 112. Non pensavo sarebbe arrivato questo momento, Erika (エリカがそんなことを言う日が来るとはね?, Erika ga son'na koto o iu hi ga kuru to hane) - 113. Sapevo che tu mi avresti capita, Umino (海野君ならわかってくれると思ってた?, Umino-kun nara wakatte kureru to omotteta) - 114. Può darsi! (そういうことになるのかな…！?, Sō iu koto ni naru no ka na...!) |                                                                             |                   |                                                                            |
| 14 | 17 ottobre 2022 | ISBN 978-4-06-529488-8                                                      | 11 febbraio 2025  | ISBN 978-88-226-5436-6                                                     |
| 14 | Capitoli - 115. Ed ecco la risposta! (その答えがコレです!!?, Sono kotae ga koredesu!!) - 116. Chiaramente no... (やっぱりやだ!!?, Yappari yada!!) - 117. Gli permetto di frequentare qualcun altro (お付き合いには賛成します！?, O tsukiai ni wa sansei shimasu!) - 118. Volevo provarci anch'io (私もやってみたいって思ったの?, Watashi mo yatte mitai tte omotta no) - 119. È in momenti come questo... (この瞬間なんだ?, Kono shunkan'na nda) - 120. Noto qualsiasi cosa (なんでもお見通しです?, Nan demo o mitōshidesu) - 121. Per me è lo stesso (私も同じだもん?, Watashi mo onajida mon) - 122. Non lo trovi... un po' imbarazzante? (なんか… 恥ずかしいね?, Nanka… hazukashī ne) - 123. Non lo fho (わかりまそん?, Wakari ma son) |                                                                             |                   |                                                                            |
| 15 | 16 dicembre 2022 | ISBN 978-4-06-529937-1 (ed. regolare) ISBN 978-4-06-530085-5 (ed. limitata) | 8 aprile 2025     | ISBN 978-88-226-5542-4                                                     |
| 15 | Capitoli - 124. Era questo che intendeva (こういうことだったんだ?, Kō iu kotodatta nda) - 125. Secondo te è esagerato? (こういうのって困る…？?, Kōiu notte komaru…?) - 126. È uscito il sole (今日は晴れたよ?, Kyō wa hareta yo) - 127. Io sono la principessa! (お姫様なの！?, Ohimesamana no!) - 128. Voglio dargli una risposta! (ちゃんと答えたい！?, Chanto kotaetai!) - 129. Ti piace? (好きなんですか？?, Sukina ndesu ka?) - 130. Che sto facendo?! (何をやっていたんだ?, Nani o yatte ita nda) - 131. Se c'è qualcuno che deve stare al suo fianco... (天野さんの隣にいるのは?, Amano-san no tonari ni iru no wa) - 132. Potresti dare ascolto alla tua ragazza? (彼女の言うこと 聞いてくれないの…？?, Kanojo no iu koto kiite kurenai no…?) |                                                                             |                   |                                                                            |
| 16 | 16 marzo 2023 | ISBN 978-4-06-530628-4                                                      | 17 giugno 2025    | ISBN 978-88-226-5674-2                                                     |
| 16 | Capitoli - 133. Eppure mi piace lo stesso (でも好きなんだよね?, Demo sukina nda yo ne) - 134. Diamo inizio al triangolo amoroso ("三角関係"の完成だ?, "Sankaku kankei" no kanseida) - 135. Sarebbe davvero così strano? (そんなにおかしいかな…?, Son'nani okashii ka na…) - 136. Tu non fai più parte della famiglia (もう家族じゃないから?, Mō kazoku janaikara) - 137. Gli voglio un gran bene (…うん 大好きだよ?, …Un daisukidayo) - 138. Crescere vuol dire proprio questo (それを“成長”というのです…!!?, Sore o “seichō” to iu nodesu…!!) - 139. Io non voglio perdere (負けたくないから?, Maketakunai kara) - 140. Non sono mai stata così felice (嬉しいことがあったの…!!?, Ureshii koto ga atta no…!!) - 141. Prima o poi sarebbe successo comunque... (いつか見るかもしれないし…?, Itsuka miru kamo shirenaishi…) |                                                                             |                   |                                                                            |
| 17 | 17 maggio 2023 | ISBN 978-4-06-531584-2                                                      | 26 agosto 2025    | ISBN 978-88-226-5815-9                                                     |
| 17 | Capitoli - 142. (今日なんだ!???, Kyōna nda!??) - 143. (それじゃダメ??, Sore ja dame?) - 144. (証明されちゃったんだもん…!!?, Shōmei sa re chatta nda mon…!!) - 145. (その“まさか”かも?, Sono “masaka” kamo) - 146. (負ける気がしない…!!!!?, Makeru ki ga shinai…!!!!) - 147. (“愛”を証明するために!!?, “Ai” o shōmei suru tame ni!!) - 148. (理解できません!!?, Rikai dekimasen!!) - 149. (“この世のすべて”です?, “Konoyo no subete” desu) - 150. (先手必勝だ!!?, Sente hisshōda!!) |                                                                             |                   |                                                                            |
| 18 | 17 agosto 2023 | ISBN 978-4-06-532608-4                                                      | 7 ottobre 2025    | ISBN 978-88-226-6273-6                                                     |
| 18 | Capitoli - 151. (またひとりぼっちになっちゃった?, Mata hitori botchi ni natchatta) - 152. (そんな顔で笑うんだ?, Son'na kao de warau nda) - 153. (すっっっごく楽しかったッ!!?, Su~tsu~tsuggoku tanoshikatta ~tsu!!) - 154. (わからなかったんだもん…?, Wakaranakatta nda mon…) - 155. (凪くんはやっぱり 凪くんだね…!!?, Nagi-kun wa yappari nagi-kunda ne…!!) - 156. (そんなのおかしいよね…？?, Sonna no okashī yo ne…?) - 157. (世界でうちだけだよ…!!?, Sekai de uchi dakeda yo…!!) - 158. (あのね海野くん?, Ano ne Umino-kun) - 159. (俺はフラレたのか!!!?, Ore wa fura reta no ka!!!) |                                                                             |                   |                                                                            |
| 19 | 17 ottobre 2023 | ISBN 978-4-06-533151-4                                                      | 25 novembre 2025  | ISBN 978-88-226-6321-4                                                     |
| 19 | Capitoli - 160. (アタシはずっと味方だよ…？?, Atashi wa zutto mikatada yo…?) - 161. (ちゃんと本当のこと言ってよ!!!?, Chanto hontō no koto itte yo!!!) - 162. (もう帰ってこないんじゃないかと思った?, Mō kaette konai n janai ka to omotta) - 163. (戦士にとっての勲章ですよ?, Senshi ni totte no kunshōdesu yo) - 164. (大間違いでしょ…!!?, Dai machigai desho…!!) - 165. (アタシが迎えに行くから…!!?, Atashi ga mukae ni ikukara…!!) - 166. (大人になるってこういうことなんだろうな?, Otona ni naru tte kō iu kotona ndarou na) - 167. (お兄にお願いがあって…?, O ani ni onegai ga atte…) - 168. (やっと伝えられたんだアタシ…!!?, Yatto tsutae rareta nda atashi…!!) |                                                                             |                   |                                                                            |
| 20 | 15 dicembre 2023 | ISBN 978-4-06-533885-8 (ed. regolare) ISBN 978-4-06-533942-8 (ed. limitata) | —                 | —                                                                          |
| 20 | Capitoli - 169. (友達に戻れるかな…？?, Tomodachi ni modoreru ka na…?) - 170. (やる時はやるんだもん?, Yaru toki wa yaru nda mon) - 171. (これが幸せってやつか!?, Kore ga shiawase tte yatsu ka!) - 172. (あのさ エリカお姉（ねぇ）?, Ano sa Erika o ane (nee)) - 173. (本当の“姉妹”になれたってことさ…!!?, Hontō no “shimai” ni naretatte koto-sa…!!) - 174. (まるでお兄（にい）を取り合うような…?, Marude o ani (nii) o toriau yōna…) - 175. (ついに来ちゃうんだ…?, Tsuini ki chau nda…) - 176. (アタシは大丈夫だから…!!?, Atashi wa daijōbudakara…!!) - 177. (まかせてよ！?, Makasete yo!) |                                                                             |                   |                                                                            |
| 21 | 16 febbraio 2024 | ISBN 978-4-06-534567-2 (ed. regolare) ISBN 978-4-06-534565-8 (ed. limitata) | —                 | —                                                                          |
| 21 | Capitoli - 178. (フィフティー フィフティー…!!!?, Fifutī Fifutī…!!!) - 179. (立ち向かうんだよ?, Tachimukau nda yo) - 180. (わからない!!!?, Wakaranai!!!) - 181. (こういうの初めてだからっ?, Kō iu no hajimete dakara~tsu) - 182. (こんなことあった気がする?, Konna koto atta ki ga suru) - 183. (今までお世話になりました…!!?, Ima made osewa ni narimashita…!!) - 184. (これは海野家の問題なので!!?, Kore wa Umino-ka no mondainanode!!) - 185. (観光業ナメたらアカンぜよ？?, Kankō-gyō nametaraakan ze yo?) - 186. (なんで涙が!??, Nande namida ga!?) |                                                                             |                   |                                                                            |
| 22 | 17 aprile 2024 | ISBN 978-4-06-535176-5 (ed. regolare) ISBN 978-4-06-535174-1 (ed. limitata) | —                 | —                                                                          |
| 22 | Capitoli - 187. (危ないところだったぜ…!!?, Abunai tokoro datta ze…!!) - 188. (自分はどうなんだよ…!!??, Jibun wa dōna nda yo…!!?) - 189. (偵察開始よ!!?, Teisatsu kaishi yo!!) - 190. (なにか悩みごと？?, Nanika nayamigoto?) - 191. (どっちの味方したらいいの…!??, Dotchi no mikata shitara ī no…!?) - 192. (どちらかに決めてはどうです？?, Dochira ka ni kimete wa dōdesu?) - 193. (美しい兄弟愛ですね?, Utsukushī kyōdai aidesu ne) - 194. (見せたいものがあって……?, Misetai mono ga atte……) - 195. (本当の親子なのに⁉?, Hontō no oyako na noni!?) |                                                                             |                   |                                                                            |
| 23 | 17 luglio 2024 | ISBN 978-4-06-536159-7 (ed. regolare) ISBN 978-4-06-536136-8 (ed. limitata) | —                 | —                                                                          |
| 23 | Capitoli - 196. (やっぱ そっくりだよなぁ……?, Yappa sokkurida yo nā……) - 197. (ならば勝たせてもらいますよ?, Naraba kata sete moraimasu yo) - 198. (ようこそ星雲荘へ!!?, Yōkoso seiun sō e!!) - 199. (５分間だけお待ちください?, 5-funkan dake omachi kudasai) - 200. (もうそんな時期!??, Mō son'na jiki!?) - 201. (乗りな!! 駅まで送ってくぜ!!?, Nori na!! Eki made okutte ku ze!!) - 202. (負けたくないと思った?, Maketakunai to omotta) - 203. (私だけのけ者みたいじゃん…!!?, Watashi dake nokemono mitaijan…!!) - 204. (２人ともお誕生日おめでとう!!?, 2-ri tomo otanjōbiomedetō!!) |                                                                             |                   |                                                                            |
| 24 | 17 settembre 2024 | ISBN 978-4-06-536771-1                                                      | —                 | —                                                                          |
| 24 | Capitoli - 205. (誕生日プレゼントってなに!??, Tanjōbi purezento tte nani!?) - 206. (私達 もう高校3年生なんだね?, Watashitachi mō kōkō 3-nenseina nda ne) - 207. (僕の目の前の席に…!!!?, Boku no me no mae no seki ni…!!!) - 208. (日本の女子高生が分かりません…!!!?, Nihon no mesukōsei ga wakarimasen…!!!) - 209. (あいは夢を見ているようです！?, Ai wa yume o mite iru yōdesu!) - 210. (修学旅行どこに行くつもり？?, Shūgakuryokō doko ni iku tsumori?) - 211. (夜はこれからっしょぉ!??, Yoru wa korekarassho~o!?) - 212. (さっき言ったことは本当だよ?, Sakki itta koto wa hontōda yo) - 213. (今日は自由行動ということでッ?, Kyō wa jiyū kōdō to iu koto de) |                                                                             |                   |                                                                            |
| 25 | 15 novembre 2024 | ISBN 978-4-06-537440-5                                                      | —                 | —                                                                          |
| 25 | Capitoli - 214. (この舟は一体どこへ？?, Kono fune wa ittai doko e?) - 215. (ここがウチの神社です?, Koko ga uchi no jinjadesu) - 216. (ここが目黒明神さんか！?, Koko ga Meguro Myōjin-san ka!) - 217. (御朱印がこーんなにたくさん!!?, Go-shuin ga kōnna ni takusan!!) - 218. (売られたケンカはすべて買え!!!?, Uri rareta kenka wa subete kae!!!) - 219. (男に二言はないで…!!?, Otoko ni ni gen wanaide…!!) - 220. (お兄に相談がある?, O ani ni sōdan ga aru) - 221. (かわいいのでオッケーです?, Kawaīnode okkē desu) - 222. (今日は土曜の休日?, Kyō wa doyō no kyūjitsu) |                                                                             |                   |                                                                            |
| 26 | 17 gennaio 2025 | ISBN 978-4-06-538066-6                                                      | —                 | —                                                                          |
| 26 | Capitoli - 223. (同棲解消ってどういうこと…!!??, Dōsei kaishō tte dō iu koto…!!?) - 224. (家族ってみんなあんな感じなの!??, Kazoku tte min'na an'na kanjina no!?) - 225. (もうママのことは諦めよう!!?, Mō mama no koto wa akirameyou!!) - 226. (これが大人のすることか…?, Kore ga otona no suru koto ka…) - 227. (私！ がんばっちゃおうかな!!?, Watashi! Ganbacchaou ka na!!) - 228. (ヤリまくりじゃん?, Yarimakuri jan) - 229. (私の自慢の娘なの?, Watashi no jiman no musumena no) - 230. (またいつでも帰ってきてね?, Mata itsu demo kaette kite ne) - 231. (凪くんも寝れば？?, Nagi-kun mo nereba?) |                                                                             |                   |                                                                            |
| 27 | 16 aprile 2025 | ISBN 978-4-06-539100-6                                                      | —                 | —                                                                          |
| 27 | Capitoli - 232. (お金は稼ぐより使うほうが難しいんですよ?, Okane wa kasegu yori tsukau hō ga muzukashī ndesu yo) - 233. (放課後会えますか？ お話があります。?, Hōkago aemasu ka? Ohanashi ga arimasu.) - 234. (家に帰るわよ!!?, Ienikaeru wa yo!!) - 235. (あの日もどしゃ降りの雨で?, Ano hi mo doshaburi no ame de) - 236. (そのチケットアタシにちょうだい!!??, Sono chikettoatashi ni chōdai!!?) - 237. (海だ！ 温泉街だ！ すごいぞ！?, Umida! Onsen machida! Sugoi zo!) - 238. (あの時の話…忘れてないよね…？?, Ano toki no hanashi… wasure tenai yo ne…?) - 239. (凪くんが勉強しても世界は平和にならないじゃん?, Nagi-kun ga benkyō shite mo sekai wa heiwa ni naranaijan) - 240. (凪くんが後輩に目をつけられたってこと!??, Nagi-kun ga kōhai ni me o tsuke raretatte koto!?) |                                                                             |                   |                                                                            |
| 28 | 17 giugno 2025 | ISBN 978-4-06-539764-0                                                      | —                 | —                                                                          |
| 28 | Capitoli - 241. (そもそも俺は体育祭には参加しない!!?, Somosomo ore wa taiikumatsuri ni wa sanka shinai!!) - 242. (体育祭はこうでなきゃね！?, Taiikumatsuri wa kōdenakya ne!) - 243. (始まりました!! 大人気種目借り物競争!!?, Hajimari mashita!! Daininki shumoku karimono kyōsō!!) - 244. (オレ達２人の“絆”があるっしょぉ!!?, Ore-tachi 2-ri no "kizuna" ga arussho!!) - 245. (ただの“運”じゃないか!!?, Tada no "un" janai ka!!) - 246. (おかげで助かった ありがとうな?, Okage de tasukatta arigatō na) - 247. (障害物競走 ッ スタートッ!!!?, Obusutakuru Ssutāto!!!) - 248. (俺はおまえと戦えて楽しかったよ?, Ore wa omae to tatakaete tanoshikatta yo) - 249. (凪くんがモテ期…？?, Nagi-kun ga mote-ki…?) |                                                                             |                   |                                                                            |
| 29 | 12 agosto 2025 | ISBN 978-4-06-540371-6                                                      | —                 | —                                                                          |
| 29 | Capitoli - 250. (夏休みは明日からなのに!!??, Natsuyasumi wa ashita kara nanoni!!?) - 251. (いいんじゃない？ 丁度夏休みだし！?, Iin janai? Chōdo natsuyasumi dashi!) - 252. (あいはもう…ガマンの限界です…!!?, Ai wa mō… gaman no genkai desu…!!) - 253. (4時間しか寝てなくない!??, 4-jikan shika nete nakunai!?) - 254. (海野君も模試受けてたの？?, Umino-kun mo moshi uke teta no?) - 255. (二人きりになれる場所…？?, Futarikiri ni nareru basho…?) - 256. (凪ちゃんを好きになる資格はありません!!?, Nagi-chan o sukininaru shikaku wa arimasen!!) - 257. (また将来の選択肢が増えちゃった!?, Mata shōrai no sentakushi ga fue chatta!) - 258. (もーッ お姉待たせすぎ!!?, Mo ane mata se sugi!!) |                                                                             |                   |                                                                            |

##### Capitoli non ancora raccolti in formatotankōbon
Questa lista è suscettibile di variazioni e potrebbe essere incompleta o non aggiornata.

- 259.  (考えてほしいんだエリカ?, Kangaete hoshī nda Erika)
- 260.  (お調子者のチャラい奴じゃなかったのか…1??, Ochōshimono no chara i yatsu janakatta no ka… 1?)
- 261.  (天野さん とんでもない仕事をするのでは…!??, Amano-san tondemonai shigoto o suru node wa…!?)
- 262.  (一人分作るのは意外と難しい?, Hitori-bun tsukuru no wa igaito muzukashī)

### Anime

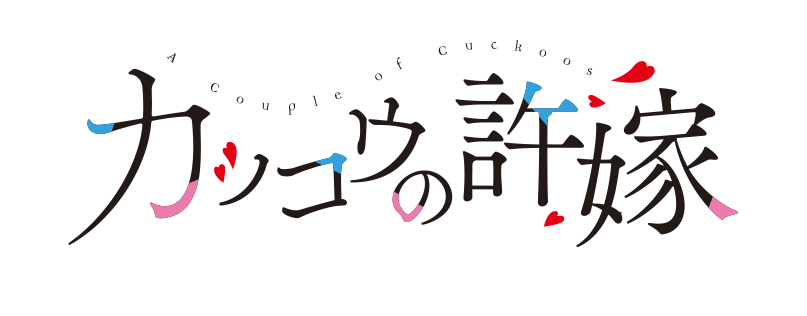
Logo della serie

Il 6 aprile 2021, è stato annunciato un adattamento anime prodotto da Shin-Ei Animation e da SynergySP, e diretto da Hiroaki Akagi (il regista principale) e da Yoshiyuki Shirahata. La composizione della serie è a cura di Yasuhiro Nakanashi, col character design di Aya Takano. La serie è andata in onda dal 24 aprile al 2 ottobre 2022 sull'emittente TV Asahi a cadenza settimanale. Per i primi dodici episodi, la sigla d'apertura è Dekoboko (凸凹?), eseguita da Kiyoe Yoshioka, mentre la sigla di chiusura è Shikaku unmei (四角運命?), eseguita dai Sangatsu no Phantasia. Dal tredicesimo episodio fino alla fine subentrano Glitter, eseguita dai sumika, come sigla di apertura, e Hello, Hello, Hello, eseguita da Eir Aoi, come sigla di chiusura. La serie, nel resto del mondo, è stata pubblicata in simulcast su Crunchyroll.
Una seconda stagione è stata annunciata a luglio 2024. È prodotta da Okuruto Noboru e scritta e diretta da Masakazu Hishida, con Kyoko Chika che cura il character design e Rei Ishizuka che ritorna come compositore. Viene trasmessa dall'8 luglio 2025 su Tokyo MX e altre reti. La sigla di apertura è Kimi ga kureta mono (君がくれたもの?) di Asmi, mentre quella di chiusura è Anata de nakucha (あなたでなくちゃ?) delle 22/7.

#### Episodi

##### Prima stagione
| Nº serie | Nº | Titolo italiano Giapponese 「Kanji」 - Rōmaji                                                                                       | In onda           | In onda |
| Nº serie | Nº | Titolo italiano Giapponese 「Kanji」 - Rōmaji                                                                                       | Giapponese        |         |
| 1        | 1  | Diventerai il mio ragazzo 「私の彼氏になりなさいよ」 - Watashi no kareshi ni narinasai yo                                           | 24 aprile 2022    |         |
| 2        | 2  | Non ho intenzione di sposarti 「結婚ならしないわよ？」 - Kekkon nara shinai wa yo?                                                  | 1º maggio 2022    |         |
| 3        | 3  | Non mi batterai mai! 「絶対に負けないから!」 - Zettai ni makenai kara!                                                              | 8 maggio 2022     |         |
| 4        | 4  | Usciresti insieme a me? 「俺と付き合ってくれますか…？」 - Ore to tsukiatte kuremasu ka...?                                          | 15 maggio 2022    |         |
| 5        | 5  | Possiamo fare le nostre sessioni di studio mattutine insieme? 「緒に朝活できるかな…？」 - Issho ni asa katsu dekiru ka na...?       | 22 maggio 2022    |         |
| 6        | 6  | Ma non vivevi da sola? 「一人で住んでるんだよね？」 - Hitori de sunderun da yo ne?                                                  | 29 maggio 2022    |         |
| 7        | 7  | Il mio destino potrebbe cambiare? 「運命、変わっちゃうのかな？」 - Unmei, kawatchau no ka na?                                       | 5 giugno 2022     |         |
| 8        | 8  | Finirà per sposarla? 「このまま結婚しちゃうの？」 - Kono mama kekkon shichau no?                                                    | 12 giugno 2022    |         |
| 9        | 9  | Sento il richiamo della Kuroshio. 「Kuroshio ga ore o yondeiru ze.」 - 黒潮が俺を呼んでいるぜ.                                      | 19 giugno 2022    |         |
| 10       | 10 | Non trattarmi come una sorella minore 「妹扱いしないでよ」 - Imōto atsukai shinaide yo                                              | 26 giugno 2022    |         |
| 11       | 11 | Non posso dimenticare quello che è successo 「無かったことになんて出来ないよ」 - Nakatta koto ni nante dekinai yo                   | 3 luglio 2022     |         |
| 12       | 12 | Tu non mi piaci... per ora 「好きじゃない、まだ」 - Suki ja nai, mada                                                               | 10 luglio 2022    |         |
| 13       | 13 | Non sta andando così bene 「なかなかうまくいかないねぇ」 - Nakanaka umaku ikanai nē                                                 | 24 luglio 2022    |         |
| 14       | 14 | I muri esistono per essere scavalcatiǃ 「壁は超えるためにある!!」 - Kabe wa koeru tame ni aru!!                                     | 31 luglio 2022    |         |
| 15       | 15 | Dobbiamo svelarle il nostro segreto 「言うしかない、俺たちの秘密…！」 - Iu shikanai, oretachi no himitsu...!                        | 7 agosto 2022     |         |
| 16       | 16 | Ciò di cui voglio parlare è il presente 「今の会話がしたいんです」 - Ima no kaiwa ga shitain desu                                   | 14 agosto 2022    |         |
| 17       | 17 | Potrebbe succedere qualsiasi cosa! 「なにが起きてもおかしくないのでは!!?」 - Nani ga okite mo okashikunai node wa!!?                | 21 agosto 2022    |         |
| 18       | 18 | Chi è quella persona? 「その人は誰…？」 - Sono hito wa dare...?                                                                     | 28 agosto 2022    |         |
| 19       | 19 | Dovresti averlo notato, ormai. 「もう気づいているんだよね…？」 - Mō kizuite irunda yo ne...?                                        | 4 settembre 2022  |         |
| 20       | 20 | Voglio crescere in fretta! 「早く大人になりたーい!!!!」 - Hayaku otona ni naritāi!!!!                                               | 11 settembre 2022 |         |
| 21       | 21 | Questo è un segreto tra me e te. 「私と凪くんだけの秘密じゃん」 - Watashi to nagi-kun dake no himitsu jan                           | 18 settembre 2022 |         |
| 22       | 22 | Quando lo incontrerai, ci sarò anch'io lì con te. 「会う時は俺も一緒だ」 - Au toki wa ore mo issho da                               | 25 settembre 2022 |         |
| 23       | 23 | E ora che si fa? 「これからどうしよっか」 - Kore kara dō shiyokka                                                                   | 2 ottobre 2022    |         |
| 24       | 24 | La cosa più importante è che voi due siate felici. 「二人が幸せならそれが一番じゃん」 - Futari ga shiawase nara sore ga ichiban jan | 2 ottobre 2022    |         |

##### Seconda stagione
Questa lista è suscettibile di variazioni e potrebbe essere incompleta o non aggiornata.

| Nº serie | Nº | Titolo italiano Giapponese 「Kanji」 - Rōmaji                                                                                           | In onda        | In onda |
| Nº serie | Nº | Titolo italiano Giapponese 「Kanji」 - Rōmaji                                                                                           | Giapponese     |         |
| 25       | 1  | Chi è il primo amore di Umino? 「海野君の初恋相手は誰ですか？」 - Umino-kun no hatsukoi aite wa dare desu ka?                           | 8 luglio 2025  |         |
| 26       | 2  | Mio fratello ti si era dichiarato, vero? 「お兄に告白されてたよね...？」 - Onī ni kokuhaku sareteta yo ne...?                           | 15 luglio 2025 |         |
| 27       | 3  | Quello, ma cento volte meglio 「それを100倍にした感じかな」 - Sore o 100 bai ni shita kanji ka na                                       | 22 luglio 2025 |         |
| 28       | 4  | E ora, tutti insieme 「みなさんおそろいで」 - Mina-san osoroite                                                                         | 29 luglio 2025 |         |
| 29       | 5  | È anche la mia vita! 「私の人生でもあるんだからね！」 - Watashi no jinsei de mo aru n da kara ne!                                       | 5 agosto 2025  |         |
| 30       | 6  | Non riesco a comportarmi normalmente!! 「普通でいられるわけないでしょ…‼」 - Futsū de irareru wakenai desho                              | 12 agosto 2025 |         |
| 31       | 7  | Dopotutto siamo noi a tracciare il nostro cammino! 「だって俺たちが切り拓くんだから･･･!」 - Datte oretachi ga kiri hiraku n da kara...! | 19 agosto 2025 |         |
| 32       | 8  | Non esiste un bacio che non significa nulla 「意味のないキスなんてない」 - Imi no nai Kisu nante nai                                    | 26 agosto 2025 |         |